# Skylanders: Swap Force
Skylanders: Swap Force est un jeu vidéo d'Activision sorti aux États-Unis en octobre 2013 et le 18 juillet 2013 en Europe.
Le jeu, qui est la suite de Skylanders: Giants, est disponible sur PlayStation 3, Xbox 360,PlayStation 4, Xbox One, Nintendo 3DS, Wii et Wii U.

## Système de jeu
Il faut placer les figurines sur un socle pour qu'elles prennent vie dans le jeu vidéo. Un nouveau portail (présent dans le pack de démarrage) est obligatoire pour reconnaitre les swap forces.

## Scénario
Lors de la dernière éruption du mont éclairci, il y a 100 ans, les swap forces ont combattu la mère de Kaos, qui menaçait le volcan. Ils ont gagné la bataille, mais furent piégés dans l'éruption. Ils eurent la capacité d'échanger leurs hauts et leurs bas juste avant d'être envoyés sur Terre. À présent, Kaos décide d'utiliser des ténèbres pétrifiées afin de répandre les ténèbres dans les Skylands.

## Packs de démarrage
- Le pack de Démarrage standard contient le jeu, un nouveau portail permettant de reconnaître les swap forces, deux Swap Forces Wash Buckler (Eau - échelle) et Blast Zone (feu - rocket) et le Série 3 Ninja Stealth Elf (Vie).
- Le pack de démarrage de la version 3DS contient le jeu, un portail, deux Swap Forces Rattle Shake (Mort-vivant - rebond) et Free Ranger (Air - Tourbillon) et le série 3 exclusif Volcanic Lava Barf Eruptor (Feu)
- La version Dark contient le jeu, un nouveau portail permettant de reconnaître les swap forces, un poster géant, les swap forces Dark Wash Buckler (Eau - échelle) et Dark Blast Zone (Feu - rocket), le série 1 Slobber Tooth (Terre) et les Série 3 Dark Ninja Stealth Elf (Vie) et Dark Méga Ram Spyro (Magie).

## Figurines
Il existe 56 Skylanders, dont 16 Swap Forces, 16 nouveaux, 8 « Lightcore » et 16 réédités qui seront évolués par rapport à Spyro's Adventure et Skylanders: Giants.
Les skylanders de Skylanders: Spyro's Adventure et Skylanders: Giants sont toujours jouables sur Skylanders: Swap Force. Seules les figurines Swap Force rééditées sont compatibles avec les deux premiers opus.

### Les Swap Forces
Lorsque Maître Eon compris l'importance du mont éclairci, il envoya une équipe d'élite protéger le volcan. Mais lors de la dernière éruption, ils eurent la capacités d'échanger leurs haut et leurs bas juste avant d'être envoyés sur Terre.
Les swap forces sont interchangeables et peuvent accéder aux swap zones. Il est possible de faire jusqu'à 256 combinaisons. Il existe 16 swap forces :
Freeze Blade (Eau - Vitesse)
Wash Buckler (Eau - Escalade)
Blast Zone (Feu - Rocket)
Fire Kraken (Feu - Rebond)
Boom Jet (Air - Rocket)
Free Ranger (Air - Tourbillon)
Doom Stone (Terre - Tourbillon)
Rubble Rouser (Terre - Creuse)
Hoot Loop (Magie - Téléportation)
Trap Shadow (Magie - Furtif)
Magna Charge (Tech - Vitesse)
Spy Rise (Tech - Escalade)
Grilla Drilla (Vie - Creuse)
Stink Bomb (Vie - Furtif)
Night Shift (Mort-Vivant - Téléportation)
Rattle Shake (Mort-Vivant - Rebond)

### Nouveaux
- Punk Shock (Eau)
- Riptide (Eau)
- Fryno (Feu)
- Smolderdash (Feu)
- Pop Thorn (Air)
- Scratch (Air)
- Scorp (Terre)
- Slobber Tooth (Terre)
- Dune Bug (Magie)
- Star Strike (Magie)
- Countdown (Tech)
- Wind Up (Tech)
- Bumble Blast (Vie)
- Zoo Lou (Vie)
- Grim Creeper (Mort-vivant)
- Roller Brawl (Mort-vivant)

### Lightcore
Arrivés avec Skylanders: Giants, les lightcore sont des versions lumineuses de skylanders.
- Wham-Shell (Eau)
- Smolderdash (Feu)
- Warnado (Air)
- Flashwing (Terre)
- Star Strike (Magie)
- Countdown (Tech)
- Bumble Blast (Vie)
- Grim Creeper (Mort-vivant)

### Réédités
Ces rééditions de figurines de personnages déjà présents dans Skylanders: Spyro's Adventure et Skylanders: Giants font pour la première fois dans la série l'introduction de surnoms.
- Blizzard Chill (Eau - Série 2)
- Anchor Away Gill Grunt (Eau - Série 3)
- Eruptor Lava Barf (Feu - Série 3)
- Fire Bone Hot Dog (Feu - Série 2)
- Turbo Jet-Vac (Air - Série 2)
- Horn Blast Whirlwind (Air - Série 3)
- Hyper Beam Prism Break (Terre - Série 3)
- Knockout Terrafin (Terre - Série 3)
- Super Gulp Pop Fizz (Magie - Série 2)
- Mega Ram Spyro (Magie - Série 3)
- Heavy Duty Sprocket (Tech - Série 2)
- Big Bang Trigger Happy (Tech - Série 3)
- Thorn Horn Camo (Vie - Série 2)
- Ninja Stealth Elf (Vie - Série 3)
- Twin Blade Chop Chop (Mort-vivant - Série 3)
- Phantom Cynder (Mort-vivant - Série 3)

Ces 16 anciens personnages bénéficient avec cette nouvelle série d'une nouvelle amélioration appelée « Wow Pow ».

## Packs aventures
Comme Skylanders: Spyro's Adventure, le jeu Skylanders: Swap Force peut se prolonger avec deux packs aventures :
- Tour du temps : Contient le niveau, le skylander Pop Thorn (Air) et les objets magiques Marteau de guerre et Diamant du ciel ;
- Ile du naufragé : Contient le niveau, le skylander Wind-Up (Tech) et les objets magiques Mouton de platine et Machine Groove.

## Packs bataille
Comme Skylanders: Giants, le jeu Skylanders: Swap Force propose deux packs pour rendre les batailles plus épiques avec des armes de siège :
- Le premier pack contient les skylanders Bumble Blast série 1 (Vie) et Knockout Terrafin série 3 (Terre), et l'arme Forge ;
- Le second pack contient les skylanders Grim Creeper série 1 (Mots-vivants) et Thorn Horn Camo série 2 (Vie), et l'arme Arbalète Arkeyan.

## Voix françaises
- Féodor Atkine : Baron Von Shellshock
- Claire Baradat : Mesmeralda, Avril
- Patrick Béthune : Grim Creeper, Spy Rise

- Patrick Borg : Sharpfin, Blast Zone

- Marc Bretonnière : Bumble Blast, Cluck

- Frédéric Cerdal : Maître Eon

- Julien Chatelet : Slobber Tooth

- William Coryn : Doom Stone

- Emmanuel Curtil : Hoot Loop

- Anaïs Delva : Tessa, Cali

- Marie Diot : Roller Brawl

- Paolo Domingo : Freeze Blade

- Nathalie Homs : Mère de Kaos

- François Jérosme : Rip Tide, Magna Charge

- Jérôme Keen : Rattle Shake

- Jessie Lambotte : Scratch

- Virginie Ledieu : Smolderdash, Star Strike

- Laëtitia Lefebvre : Punk Shock

- Mark Lesser : Dune Bug

- Martial Le Minoux : Scorp, Rubble Rouser, Barbaveugle

- Gilbert Levy : Fire Kraken, Kaos

- Patrice Melennec : Night Shift

- Thierry Mercier : Zoo Lou

- Cyrille Monge : Flynn

- Colette Noël : Cheftaine

- Jérôme Pauwels : Glumshanks, Rufus, Conseillère Gillman

- Marc Perez : Trap Shadow

- Emmanuel Rausenberger : Hugo

- Boris Rehlinger : Softpaw

- Stéphane Ronchewski : Wind-Up

- Philippe Roullier : Free Ranger, Grilla Drilla, Gorm

- Antoine Schoumsky : Stink Bomb

- Frédéric Souterelle : Fryno, Wheelock

- Franck Sportis : Countdown, Boom Jet

- Antoine Tomé : Wash Buckler, Conseiller Yéti

- Franck Tordjman : Comte Moneybone

- Brigitte Virtudes : Mesmeralda (voix chantée)